# Thelypteris abrupta
Thelypteris abrupta là một loài thực vật có mạch trong họ Thelypteridaceae. Loài này được (Desv.) Proctor miêu tả khoa học đầu tiên năm 1959.